# Impact CO2
Cet article concerne un ensemble d'outils environnementaux développé par l'ADEME. Pour la définition de l'impact carbone, voir Empreinte carbone.
Impact CO2 est un ensemble d'outils environnementaux en ligne développé par l'Agence de l'environnement et de la maîtrise de l'énergie.
Créé en février 2021, Impact CO2 se veut être une « bibliothèque de ressources de référence » sur l'empreinte carbone pour les entreprises, les associations, les médias, les pouvoirs publics et le grand public. L'objectif affiché est de mettre à disposition de toutes et tous des outils simples et pédagogiques basés sur des données fiables afin d'encourager une prise de conscience de l'impact des activités humaines sur l'environnement et d'inciter à modifier ses habitudes en adoptant les bons gestes.
Impact CO2 permet d'estimer l'empreinte carbone d'activités humaines réparties en 12 thématiques — transport, chauffage, alimentation, fruits et légumes, boisson, mobilier, électroménager, habillement, numérique, usage du numérique, télétravail et livraison — et de comparer les résultats à d'autres types d'activités ayant une empreinte carbone similaire.
Avec plus de 19 millions de visites depuis sa création, les outils sont largement utilisés par le grand public, ainsi que par des médias et des applications.

## Historique

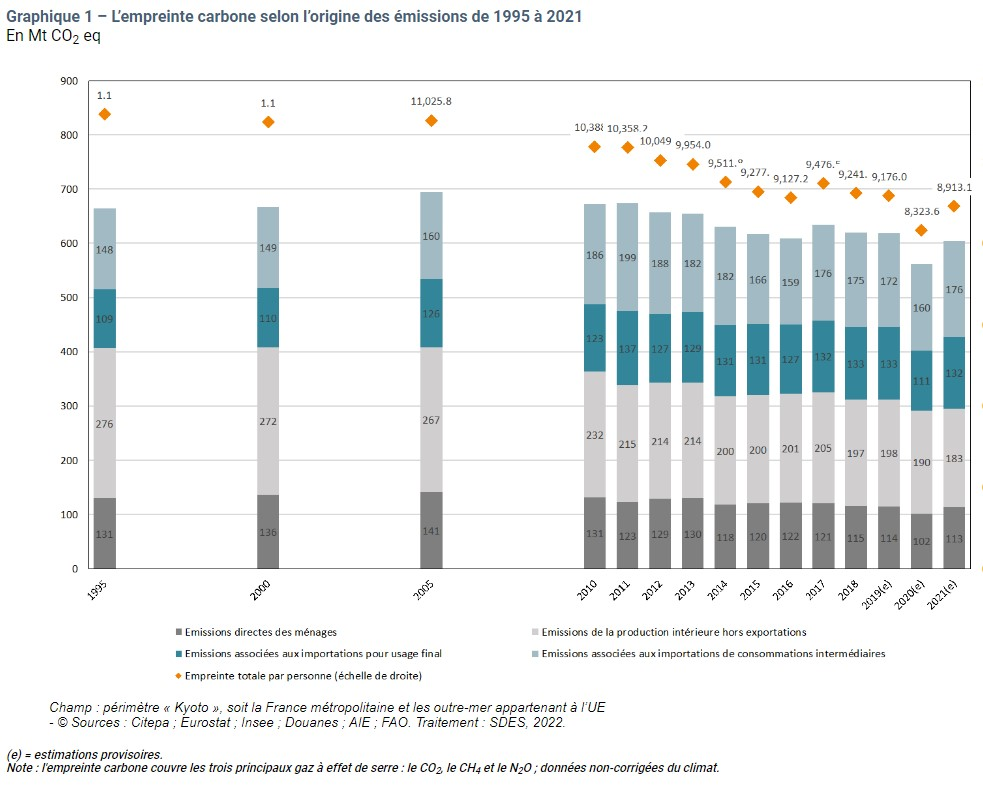
Évolution de l'empreinte carbone de la France de 1995 à 2021.

Au début des années 2020, la protection de l'environnement est un enjeu majeur au sein de la population française, des objectifs nationaux et internationaux ayant été fixés. À ce titre, il est fortement médiatisé et sujet à la désinformation. Étant relativement complexe, des outils simples concernant l'empreinte carbone basés sur des données fiables apparaissent nécessaires,.
En réponse, Impact CO2 est créé en février 2021 par l'Agence de l'environnement et de la maîtrise de l'énergie (ADEME) après avoir été porté par son incubateur (anciennement Datagir). Il se veut être « une bibliothèque de ressources de référence pour les acteurs qui sont à la recherche de contenus informatifs didactiques et fiabilisés sur l'empreinte carbone », y compris les médias, les entreprises et associations, les pouvoirs publics et le grand public,,.
Il regroupe en un endroit unique différents outils développés par l'ADEME sur diverses thématiques : Mon impact transport, Mon impact transport-télétravail, Mon convertisseur CO2 et Mes fruits et légumes de saison.

## Contenu

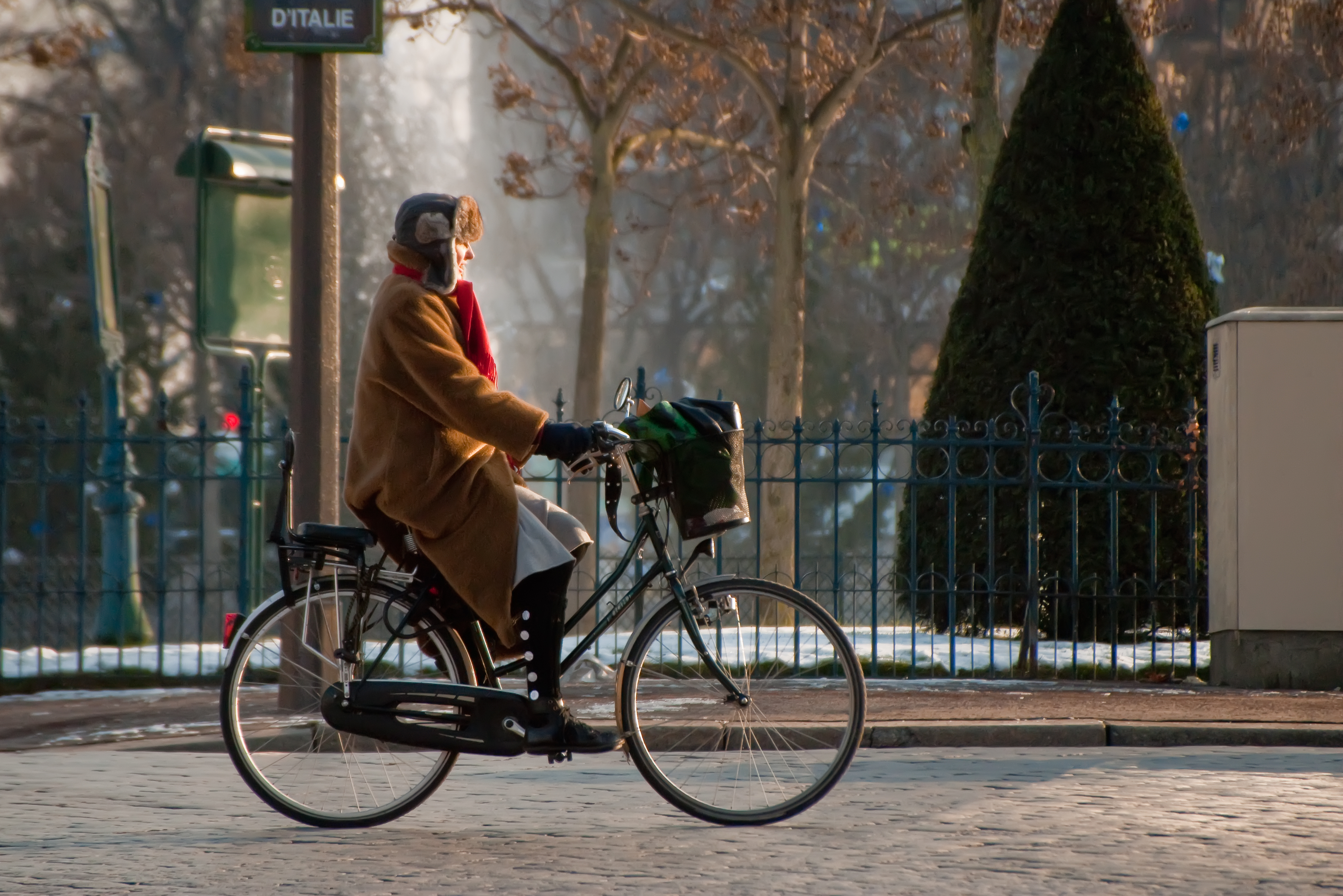
L'utilisation d'un vélo est un exemple d'écogeste permettant de réduire les émissions de gaz à effet de serre, comme démontré par Impact CO_{2}.

Impact CO2 est une bibliothèque de ressources portant sur l'empreinte carbone écrite en TypeScript et publiée sous licence MIT. Ces ressources sont des simulateurs, des comparateurs, des graphiques, des infographies, etc.. L'outil vise une prise de conscience de l'impact des activités humaines sur l'environnement et incite à modifier ses habitudes en adoptant les bons gestes,,.
Les ressources d'Impact CO2 sont basées sur des données ouvertes considérées comme étant de référence, principalement provenant de l'ADEME dont les bases Empreinte et Agribalyse,,.
En juin 2024, Impact CO2 propose 3 ressources principales :
- Calcul d'empreinte carbone : cet outil permet aux utilisateurs d'estimer l'empreinte carbone de leurs activités pour 12 thématiques[7],[2],[5] : usage du numérique, livraison[8], chauffage, transport (y compris télétravail)[9], fruits et légumes, numérique, télétravail, alimentation, habillement, mobilier, électroménager et boisson[10]. Les détails de chaque donnée sont fournis, ainsi que les sources desquelles elles proviennent. Par exemple, la thématique relative à l'électroménager indique que l'empreinte carbone d'un réfrigérateur dont la durée de vie est 10 ans est de 322,89 kg CO2e dont 50 % proviennent des matières premières.
- Comparateur carbone : cet outil donne des activités (parcours d'une distance avec un moyen de transport, consommation d'un aliment, fabrication d'un objet, etc.) ayant la même empreinte carbone qu'une quantité spécifiée par l'utilisateur. Par exemple, 1 t CO2e équivaut au parcours de 341 297 km en TGV, à la consommation de 3 744 litres d'eau en bouteille et à la fabrication de 41 jeans.
- Détecteur CO2 : cet outil, sorti le 8 avril 2024, est un programme informatique pouvant être ajouté sur un site web et qui permet de donner des équivalents de quantités de CO2 détectées sur le site web[11].

Impact CO2 complète l'application de l'ADEME Nos gestes climat qui permet à toute personne d'estimer son empreinte carbone globale, et Transition écologique des entreprises qui accompagne les entreprises dans leurs actions environnementales.

## Utilisation
Les concepteurs d'Impact CO2 misent sur la diffusion — grâce à un kit de diffusion, à une fonctionnalité de téléchargement et à une API — et l'intégration des ressources sur les sites web, afin d'assurer sa transmission la plus large possible.
En juin 2024, Impact CO2 comptabilise plus de 25,5 millions de visites depuis sa création dont près de 3 millions en février 2024.
Les outils et données sont intégrés aux services de plusieurs applications, telles que Yuka, Marmiton, Frigo Magic et Open Food Facts, afin de connaître l'empreinte carbone de l'achat d'un produit ou de la préparation d'une recette.
Les ressources d'Impact CO2 sont également utilisées comme référence par de nombreux médias tels que France Info, TF1 Info, La Voix du Nord, Carenews, Les Numériques, BFM TV et Novethic. Ils les utilisent afin d'identifier les mesures permettant de réduire son empreinte carbone et atteindre les objectifs nationaux et internationaux de réduction des émissions de gaz à effet de serre.